# Лип'янка (Звенигородський район)
Лип'я́нка — село в Україні, центр Лип'янської сільської громади Звенигородського району Черкаської області. Населення становить 1 190 осіб. Орган місцевого самоврядування — Лип'янська сільська рада.

## Минувшина
На території села виявлено дві стоянки епохи пізнього палеоліту (35-11 тис. років тому) Ясівка (Липянка-1) [Цвек, Озеров, 1989; Сиволап, Сиволап, 2008] і Задорожівщина (Липянка-2) [Степанчук, Сиволап, 2006]. На стоянці Ясівка також трапляються вироби середнього палеоліту, виготовлені неандертальцями близько 130—100 тис. років тому. Тут же, над Ясівським ставом, розташований невеликий курган епохи бронзи (ІІІ-ІІ тис. до Р. Х.) Ясівська Могила. Кургани цього ж часу трапляються і на полях навколо села.
За спогадами старожилів, Лип'янку засновано в 1630—1670 роках. Назва села пішла від стародавніх лип, які росли на місці поселення. Жителі, котрі оселилися в цій місцині, вирізали й корчували липи, про що свідчать назви полів — «корчівки». Справжніми свідками величних дерев є кадібці-сипанки, якими і нині послуговуються місцеві жителі. Видовбані з лип посудини сягають в діаметрі понад метр.
Село складалося з хуторів (Задорожівщина, Заярівка, Ясівка та ін.), що простяглися вздовж берега річки Гнилий Товмач на відстані 8 км.
Першим поміщиком у селі був князь Францішек Ксаверій Любомирський, який мав у своєму володінні декілька міст і сіл. Близько 1798 р. Любомирський продав Лип'янку пану Висоцькому, а той перепродав поміщиці Чехурській (від якої збереглася назва вулиці Чехурщина), а також поміщикам Марковському й Суходольському. Незабаром Суходольський скупив усі володіння в Чехурських і Марковських, ставши єдиним володарем Лип'янки.
Станом на 1885 рік у колишньому власницькому селі, центрі Лип'янської волості Чигиринського повіту Київської губернії, мешкало 2162 особи, налічувалось 373 дворових господарства, існували православна церква, школа, 4 постоялих будинки та 2 лавки. За 3 версти розташовувалась поштова станція.
За переписом 1897 року кількість мешканців зросла до 3652 осіб (1749 чоловічої статі та 1903 — жіночої), з яких 3636 — православної віри.
У 1924 р. в селі організовано товариство «Просвіта», приміщення якого в 1929 році було перетворено на клуб. У 1969 році організовано перший сільський хор і в цьому ж році відкрито новий сільський будинок культури та бібліотеку.
У Лип'янській середній школі в 1920-1930-х роках працювала Анна Наумівна Захар'єва — рідна сестра дружини Володимира Винниченка.
30 липня 1941 року у с. Лип'янка з'явилася німецька розвідка, а 31 липня в село увійшли німецько-нацистські війська. 
4 лютого 1944 року поблизу села і висоти 203.4 відбувся бій за участі 66-ї гвардійської стрілецької дивізії 53-ї армії 2-го Українського фронту. Підрозділами 193-го гвардійського стрілецького полку було знищено до 10 танків противника. Загалом на позиції полку вело наступ до 40 німецьких танків. На позиції 195-го гвардійського стрілецького полку наступали 15 німецьких танків, 8 з них були в ході бою були втрачені. На лівому фланзі полку поблизу висоти 170.5 тримав оборону стрілецький батальйон гвардії капітана Івана Володимировича Грішина. На цій ділянці батальйоном було знищено до 100 гітлерівців, після чого батальйон під впливом 36 ворожих танків організовано відійшов на східну околицю села. Лише після відступу поле бою покинув поранений заступник командира батальйону гвардії молодший лейтенант Василь Андрійович Сіріченко.
5 лютого 1944 року поблизу висоти 211.0 частинами 25-ї гвардійської дивізії 53-ї армії була відбита чергова танкова атака німців (36 танків). Протягом дня силами 73-го гвардійського стрілецького полку було знищено до 100 ворожих солдатів і офіцерів, підбито 3 танки, 4 БТР з піхотою і 1 бронемашину. Підрозділи 78-го гвардійського стрілецького полку підбили 4 танки і 2 БТР з піхотою.
Звільнено Лип'янку від гітлерівців 10 березня 1944 року.
У жовтні 1959 року у зв'язку з ліквідацією Златопільського району село увійшло до складу Шполянського району.

## Сучасність
Лип'янка має власну сільську раду, до складу якої входить також село Межигірка. Л. розташована за 25 км на південь від районного центру. Межує з Новомиргородським районом на Кіровоградщині.
Адміністративно до села належить хутір Митниця, розташований за 1,7 км від Лип'янки. Тут у 18 сторіччі діяла козацька митниця на кордоні Речі Посполитої та Вольностей Війська Запорізького.
Ростуть старезні липи над шляхом Шпола — Новомиргород, висаджені кріпаками за наказом Г.Потьомкіна.
Станом на 1 січня 2013 року хутір складають 14 дворів. Мішаний ліс. 2 ставки загальною площею 27 га, упорядковані Володимиром Гонтаренком. Використовуються як риборозплідник та зона відпочинку. Микола Терещенко утримує 70 бджолосімей. Працює стилізоване кафе й корчма.
Площа Лип'янки — 748 га, кількість жителів станом на 2011 рік — 1190 особа, дворів — 365. Площа Межигірки — 748 га, кількість жителів — 188, дворів — 62.
У Лип'янці працює дитячий садок, дільнична лікарня, сільський будинок культури, загальноосвітня школа І-ІІІ ступенів, діє шкільний дитячий хор.
На території села ведуть господарську діяльність сільськогосподарське товариство з обмеженою відповідальністю «Лип'янське», фермерське господарство Н. І. Донченко; жителі обробляють свої земельні ділянки (паї) одноосібно. У селі ведуть власну справу приватні підприємці.
Восени 2015 року православна громада Лип'янки перейшла від Московського Патріархату в юрисдикцію Української Православної Церкви Київського Патріархату; 9 жовтня митрополит Черкаський і Чигиринський Іоан освятив новоспоруджений храм на честь святого апостола Іоана Богослова, зведений при підтримці агропромислового холдингу LNZ Group.

## Люди
Гончар Іван Макарович — заслужений діяч культури УРСР, лауреат Шевченківської премії, народний художник України, скульптор, етнограф
Гончар Борис Михайлович — доктор історичних наук, професор, завідувач кафедри нової та новітньої історії зарубіжних країн КНУ імені Тараса Шевченка (Київ)
Підірко Неонела Іванівна — заслужений лікар УРСР
Киченко Олександр Семенович — професор кафедри зарубіжної літератури Черкаського національного університету імені Богдана Хмельницького
Киченко Перто Іванович — кандидат економічних наук
Запорожець Микола Федорович — професор, доктор біологічних наук, завідувач кафедри біологічної та загальної хімії Вінницького національного аграрного університету, автор 49 патентів і близько 330 наукових праць
Мандибура А. С. — дипломат; Майстренко М. М. — дипломат
Поліщук Іван Іванович — Герой Радянського Союзу
Кравець Петро Явтухович — кавалер ордена Слави І, II та III ступенів
Колос Федір Іванович — кавалер ордену «Шахтарська слава» І, II та III ступенів та ін.;[19:37]
Майстренко Микола Васильович — військовий лікар, 1984 −1997 р.р. начальник управління охорони здоров'я Черкаського міськвиконкому

## Населення

### Мова
Розподіл населення за рідною мовою за даними перепису 2001 року:
| Мова       | Кількість | Відсоток |
| ---------- | --------- | -------- |
| українська | 1167      | 98.07%   |
| російська  | 14        | 1.18%    |
| румунська  | 6         | 0.50%    |
| вірменська | 2         | 0.17%    |
| білоруська | 1         | 0.108%   |
| Усього     | 1190      | 100%     |

## Фотогалерея

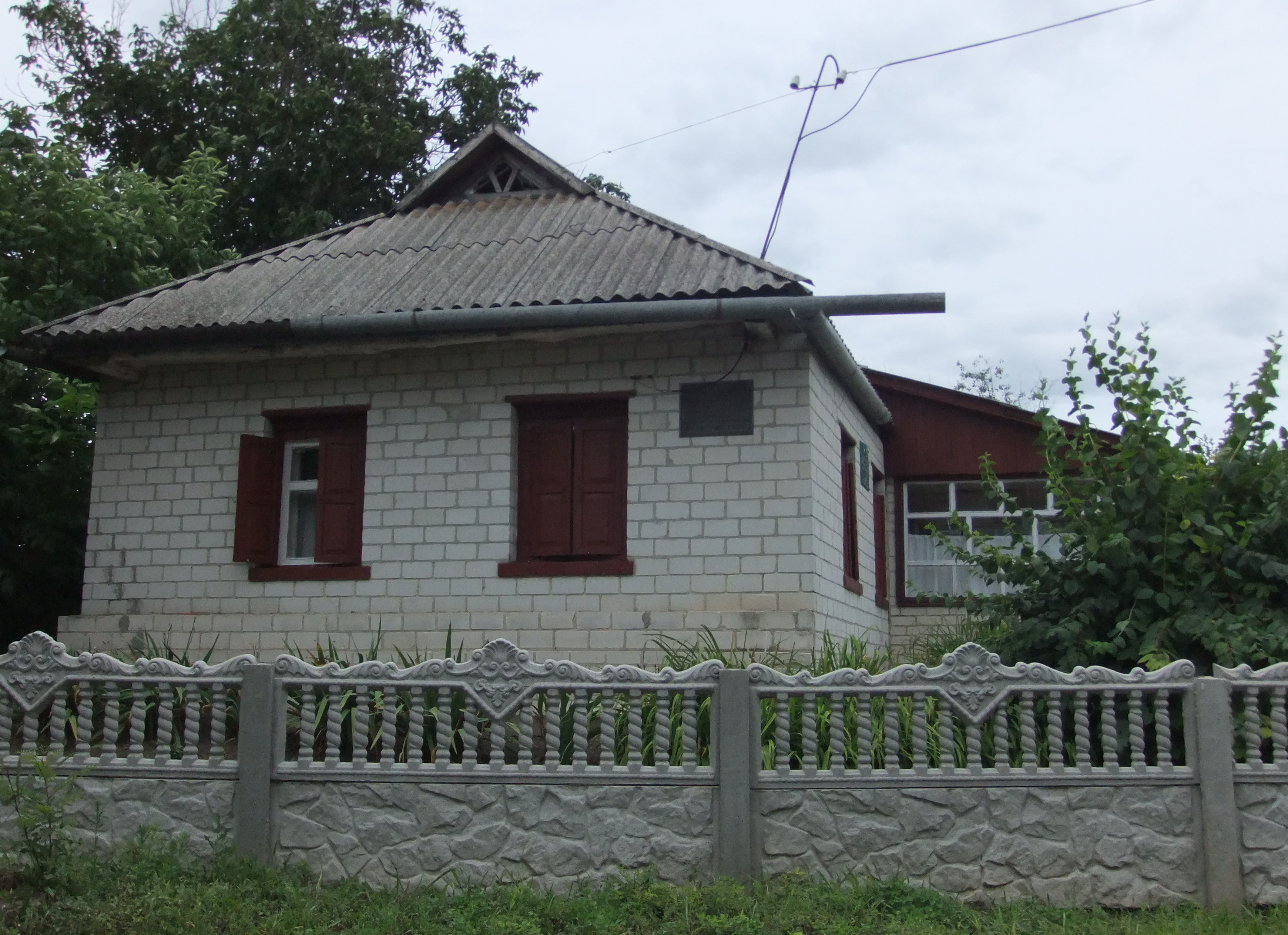
Будинок-музей Івану Макаровичу Гончару
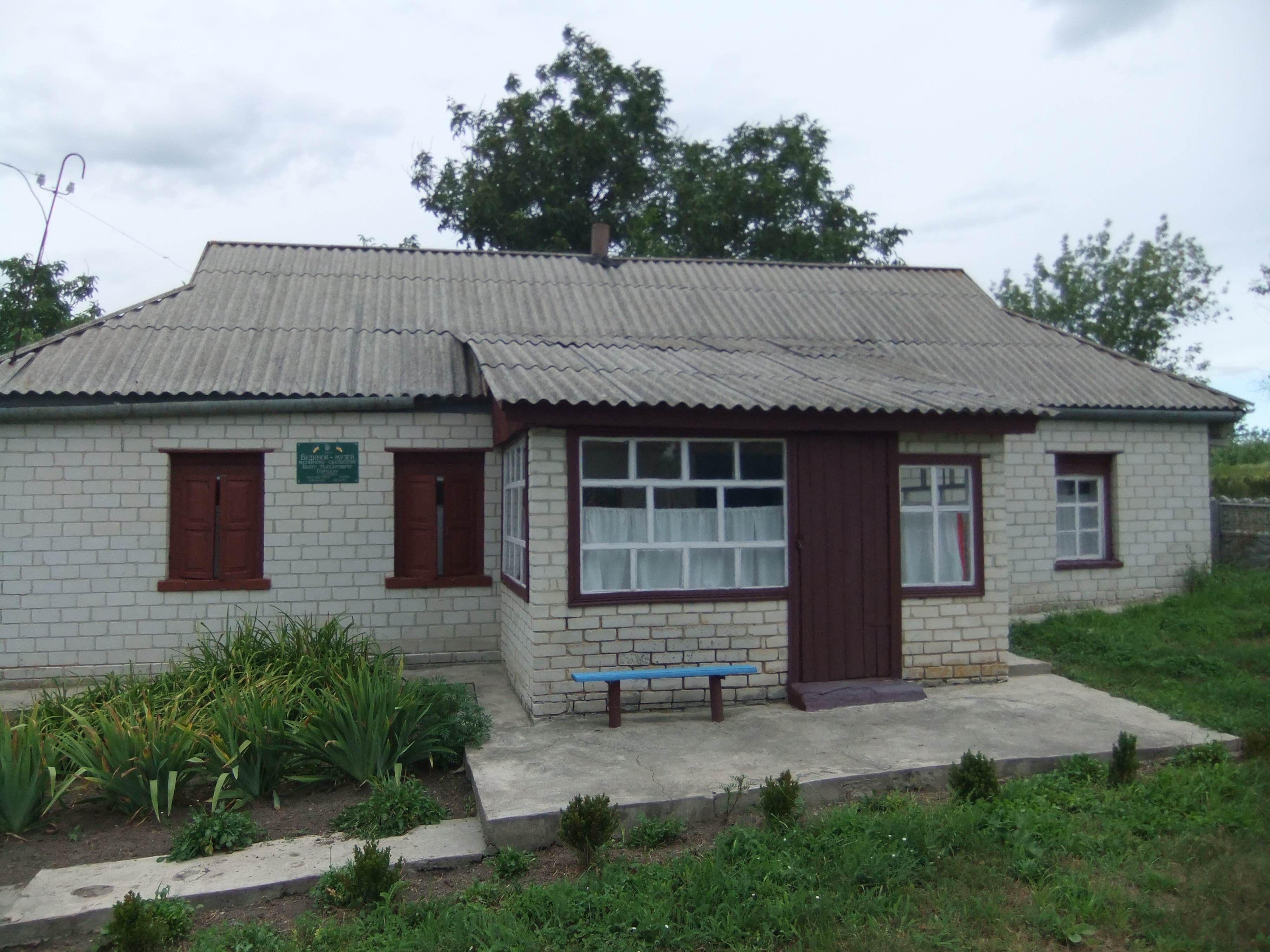
Будинок-музей видатному скульптору Івану Гончару в с. Лип'янка
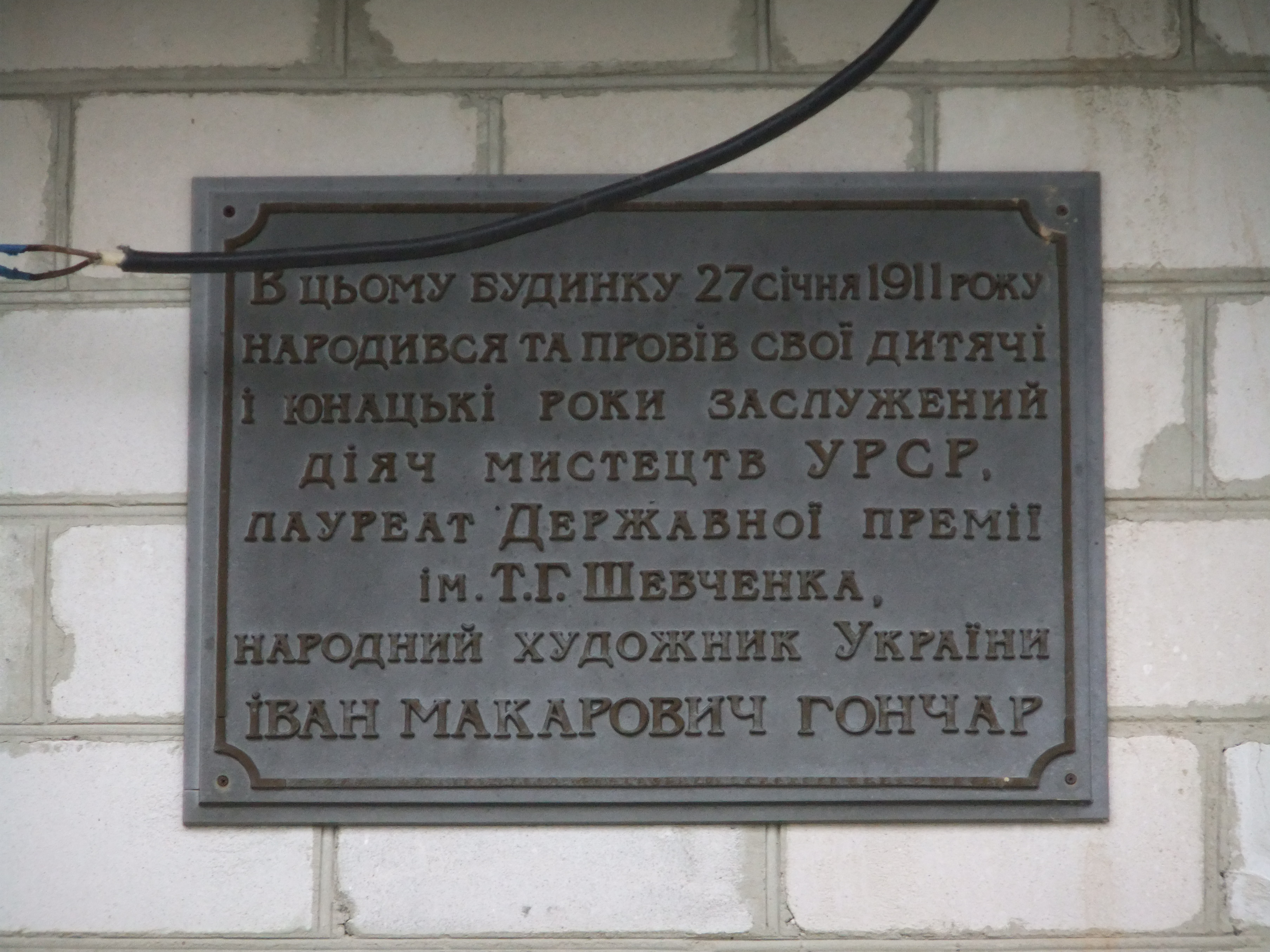
Меморіальна дошка на будинку де народився Іван Гончар
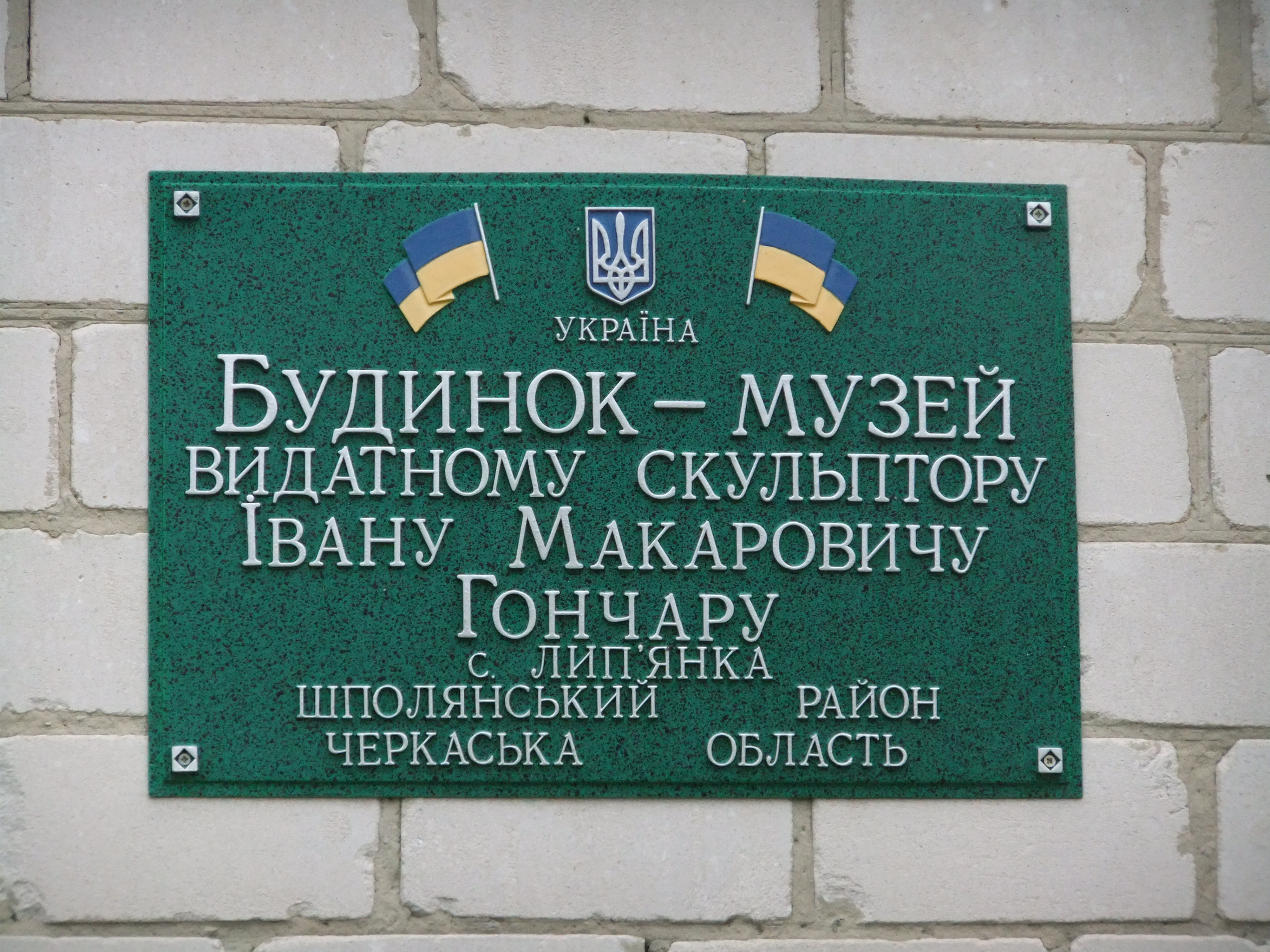
Будинок-музей Гончару, меморіальна дошка

## Краєвиди с. Лип'янка

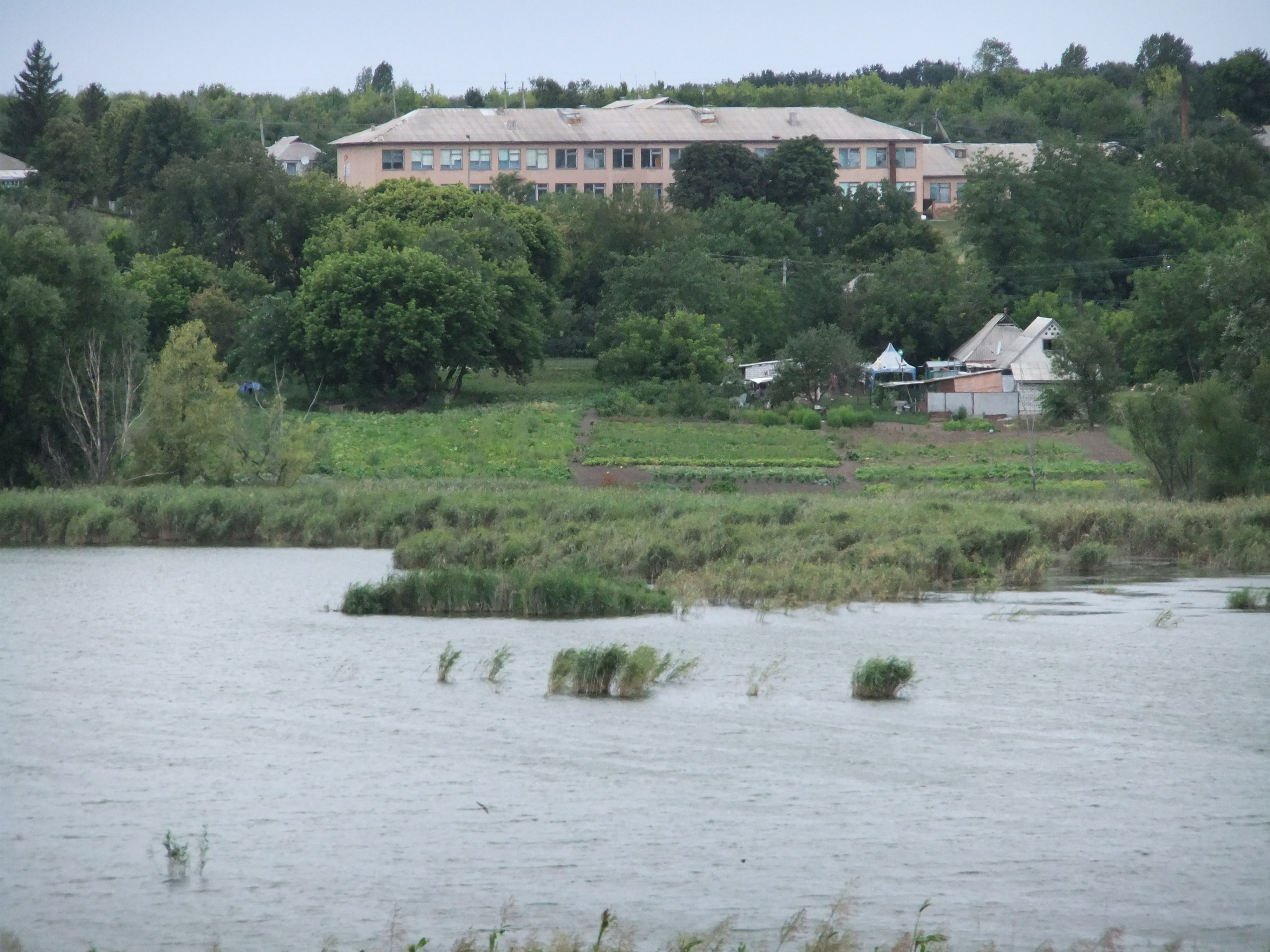
"Нова" школа з протилежного берегу
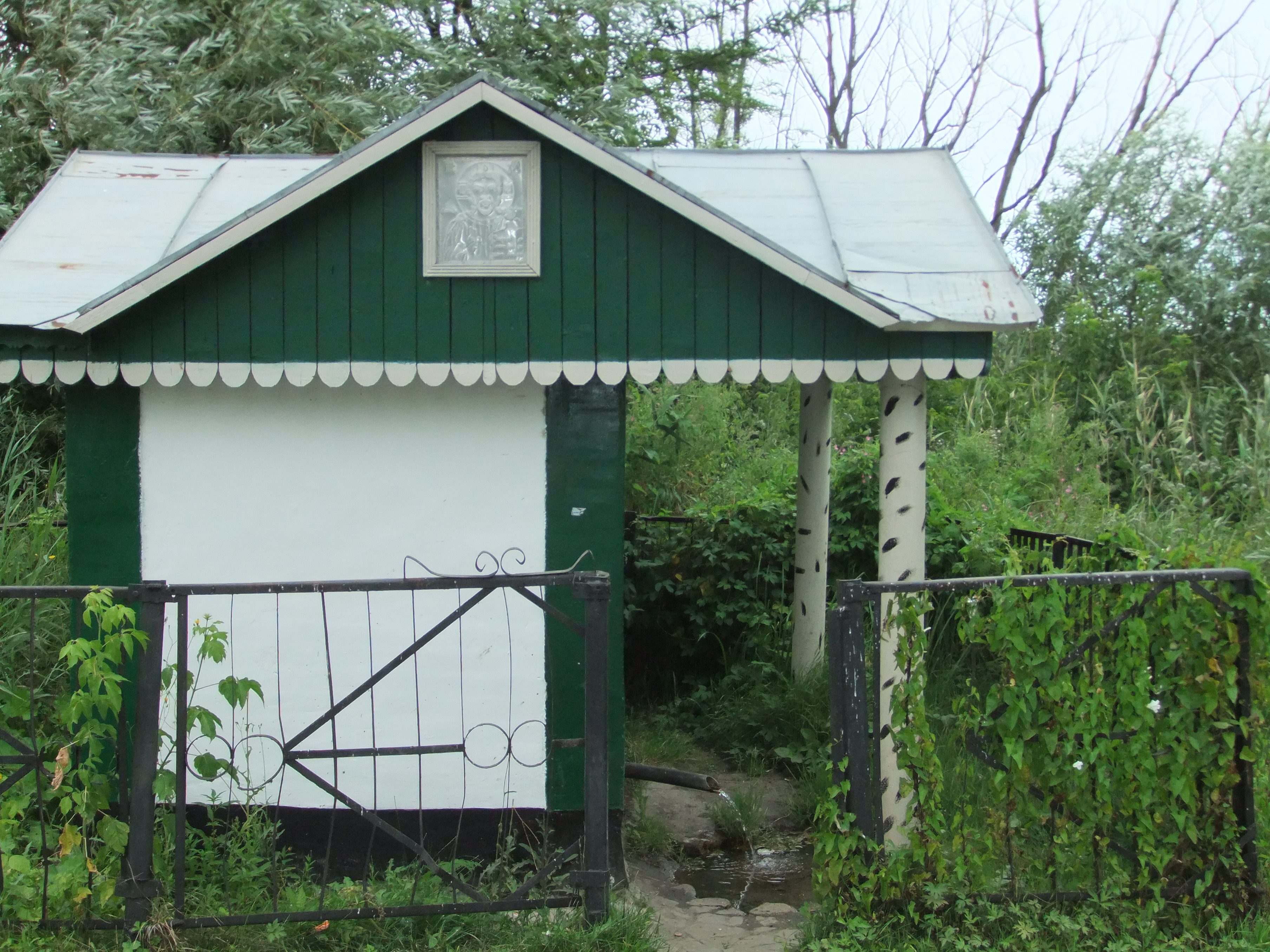
Криничка
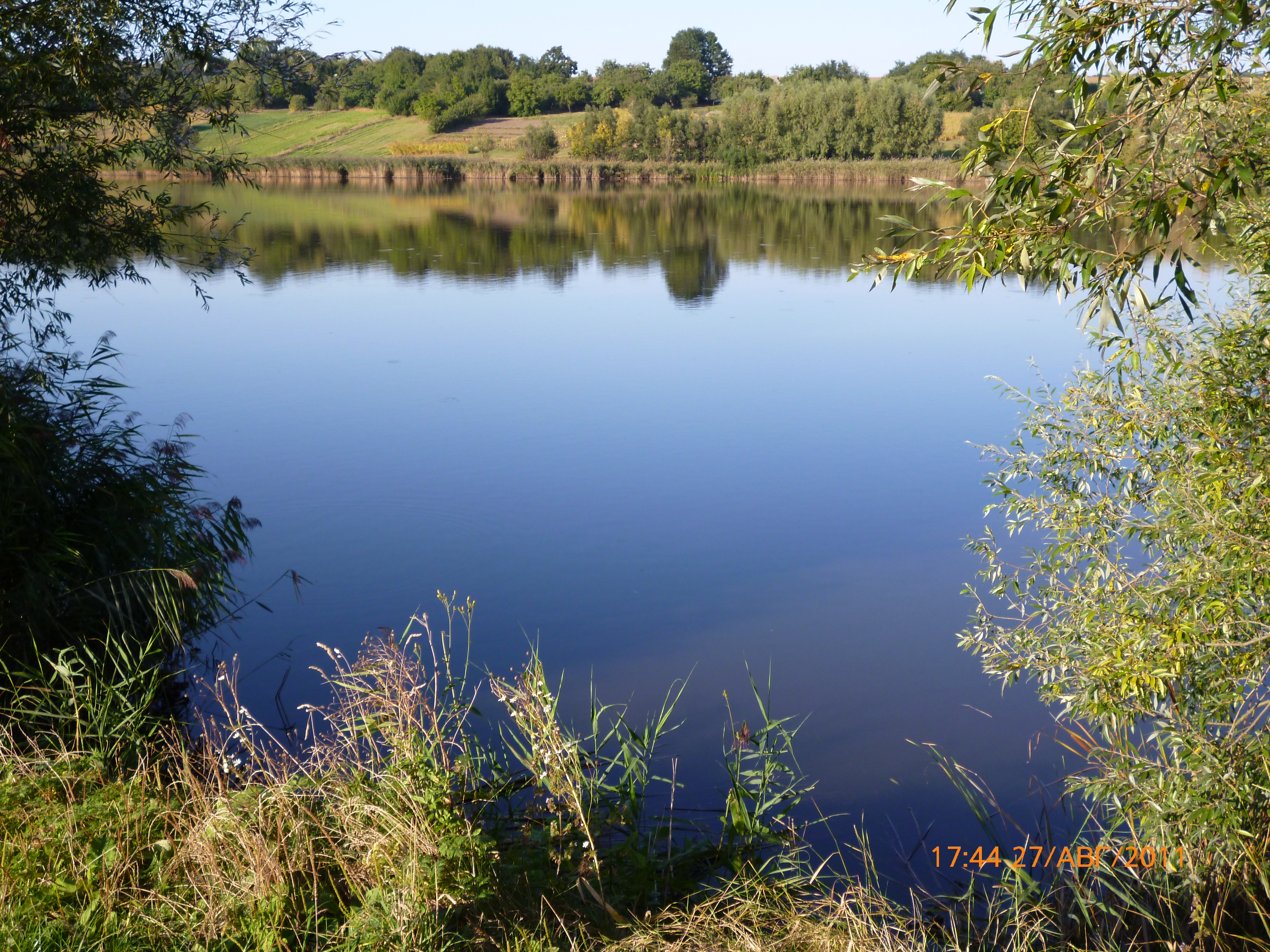
Криворучківський ставок
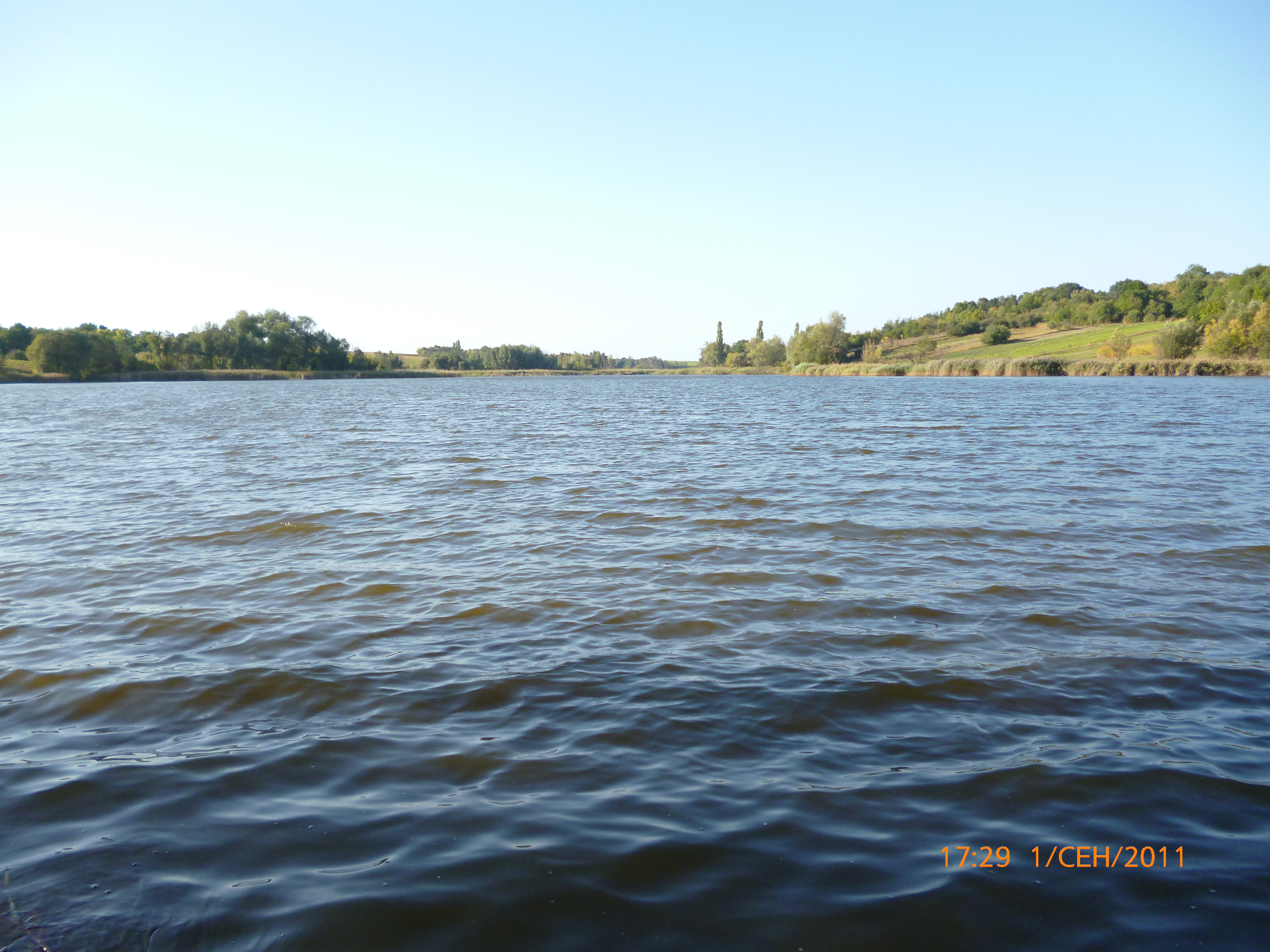
Криворучківський ставок з дамби
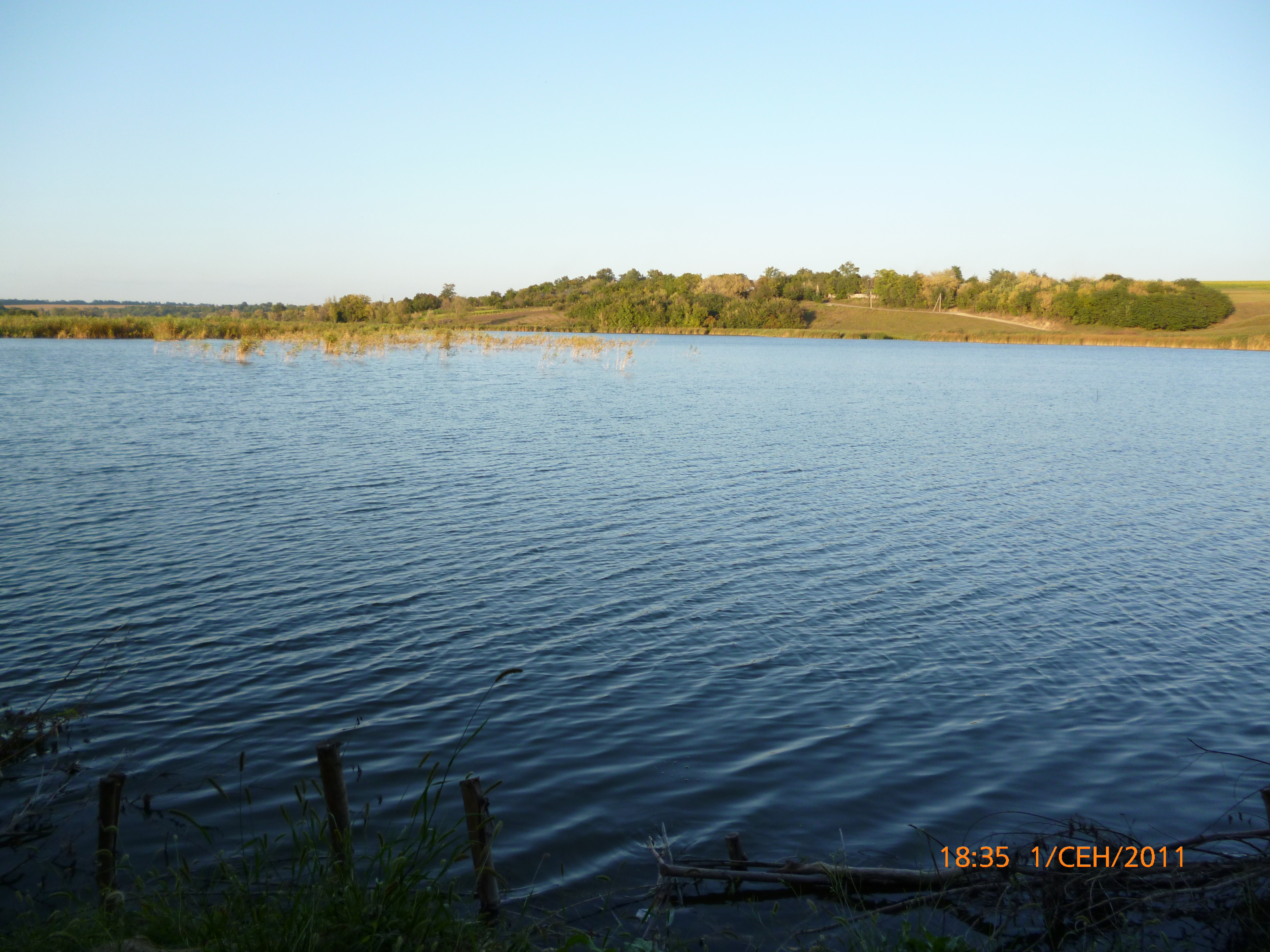
Ясівський ставок
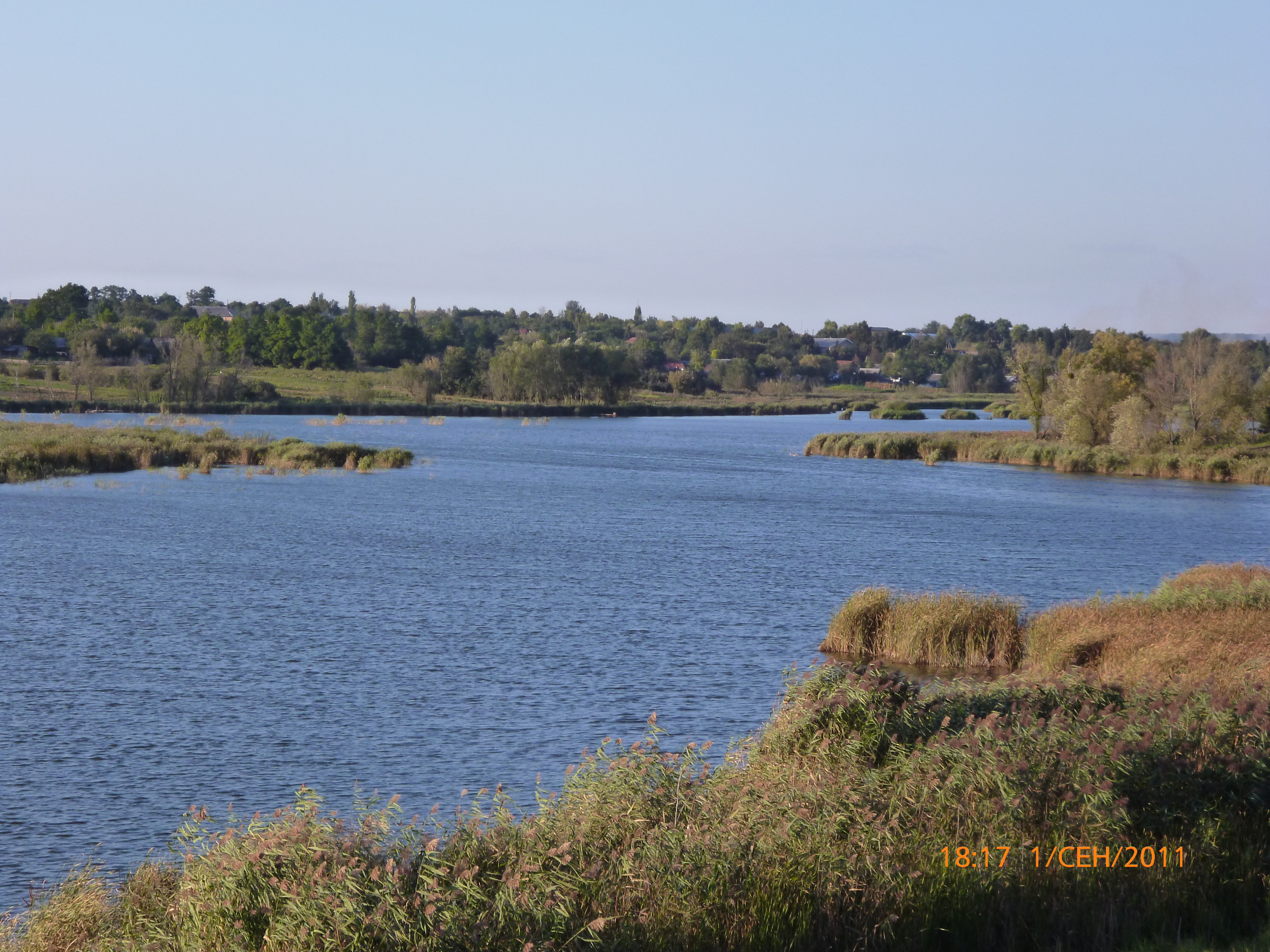
Гнилий Товмач

## Пам'ятки історії
Восени 1968 року новомиргородська шляхово експлуатаційна дільниця ШЕД-722 везла з Києва палі для мосту через Велику Вись. Унаслідок дощів дорога розкисла й проїхати на Новомиргород виявилося неможливо, тому довелося скинути їх у Лип'янці біля крамниці. Через деякий час новомиргородський інженер-мостобудівник Степан Кожум'яка поїхав подивитися, чи вони є. Зустрів там колишнього бригадира шляхової дільниці Андрія Кохана. Він розповів, що відомий скульптор Іван Гончар (сам лип'янець) вже кілька років як надіслав із Києва зроблене ним велике погруддя Тараса Шевченка, яке лежить у колгоспній коморі в кутку. При цьому зазначив, що неодноразово звертався до голови сільради, колгоспу, директора школи. Знаходилися різні причини, чому не можна встановити пам'ятник.
Степан Демидович, повернувшись у Новомиргород, переповів усе робітникам і зазначив, що спомник таки треба поставити. Вони схвально відповіли. Невдовзі Анатолій Повєткін, Андрій Сипливий і Степан Кожум'яка прибули в Лип'янку. Андрій Кохан провів їх у колгоспну комору і показав у кутку, закиданім різним мотлохом, упаковане погруддя Тараса.
Новомиргородські робітники пішли на подвір'я колгоспу, вибрали дошки й почали будувати опалубку на колону. Раптом приїхав голова колгоспу й накинувся на них із брудною лайкою, чому вони тут хазяйнують. Хто, мовляв, дав таке право… Степан Кожум'яка сидів на землі й готував рейки, щоб прибити до опалубки, де б у бетон врізалися слова: «Тарас Шевченко. 1814—1861». Хотів уже піднятися й дещо сказати, але Василь Сипливий повернувся до голови колгоспу й випалив, щоб той не дуже кричав, бо інженер Кожум'яка так розпише у «Черкаській правді», що навряд чи себе впізнаєте. Земляк подарував коштовну річ — погруддя Тараса, а ви черстві душею… Про це будуть знати не тільки в Черкасах, а й у Києві. Голова замовк, щось буркнув під ніс і поїхав. Автошляховики ШЕД-722 зробили як слід опалубку, привезли щебінь, пісок, цемент і забетонували…
Урочистого відкриття спомника не було. Був гурток школярів, директор школи, лип'янські і новомиргородські вчителі, зокрема Микола Суржок, Павло Малієв, а також представник відділу зв'язку Анатолій Шрамчевський. Усі залишилися вдоволеними. Сфотографувалися.
Незабаром у районному часописі «Шполянські вісті» було надруковано, що «силами громадськості в селі Лип'янці встановлено пам'ятник Тарасу Шевченку». З'явився допис про встановлення спомника Великому Кобзареві навіть у польському часописі «Наше слово». Прислав той часопис зі Львова одеський однокурсник Степана Кожум'яки Іван Романченко. Газету передали в Лип'янську школу директорові. Згодом порушували питання про влаштування в Лип'янці краєзнавчого музею, але з того нічого не вийшло.
|  |  |  |  |  |

У 1969 році Степан Кожум'яка започаткував традицію вшанування Тараса Шевченка. Щороку на Шевченківські дні /9-10 березня/ і в день його перепоховання в Україні /22 травня/ почав привозити із Новомиргорода до пам'ятників Ш. в Лип'янку і Шполу пишні вінки, які прикріплював дротом до постаменту.
Громадськість переповідає, що під час секретарювання в районі представника КПУ Селенка́ на чергових зборах райкому партії постало питання: «Хто возить і встановлює Тарасу Шевченку вінки?». У залі відповіли, що в сусідньому Новомиргороді є націоналіст С. Д. Кожум'яка, який це робить. Замість очікуваного випаду на адресу автошляхового інженера, секретар райкому риторично запитав, «чи лише новомиргородські націоналісти можуть вінки Тарасу чіпляти?..» Після цього почали зобов'язувати адміністрацію установ, а також школярів виготовляти ялинкові вінки, корзини і з квітами вшановувати пророка української нації.